# Salvador Sobrino
Salvador Sobrino (16 giugno 1959) è un tuffatore e allenatore di tuffi messicano.

## Biografia
Ha rappresentato la nazionale messicana ai Giochi olimpici di Mosca 1980 gareggiando nel concorso dei tuffi dal trampolino 3 metri.
Negli anni duemila e duemiladieci ha allenato la nazionale australiana di tuffi. Tra gli altri, ha allentao Matthew Mitcham, vincitore della medaglia d'oro ai Giochi olimpici di Pechino 2008.